# Districte de Saharanpur
El districte de Saharanpur (hindi: ज़िला सहारन्पूर, urdú: ضلع سهارنپور) és una divisió administrativa d'Uttar Pradesh a l'Índia, a la divisió de Saharanpur (creda el 1997 amb els districtes de Saharanpur i Muzaffanagar), amb capital a la ciutat de Saharanpur. Les ciutats principals són Behat, Deoband, Gangoh i Rampur. La superfície és de 3.860 km² i la població al cens del 2001 consta com 2.896.860 habitants.

## Administració
Està format per 5 tehsils, 11 blocs de desenvolupament (blocks), 113 nyay panchayat, 782 gran sambha, 1606 pobles (dels quals 1.264 pobles habitats, 342 pobles deshabitats i 2 pobles forestals), 13 nagar parishad i 4 nagar panchayat.
Els tehsils són:
- Saharanpur
- Deoband
- Nakur
- Behat
- Rampur Maniharan

I els blocs:
- 1.	Punwarka
- 2.	Muzaffarabad
- 3.	Sadhaulo Kadeem
- 4.	Sarsawa
- 5.	Nakur
- 6.	Gangoh
- 7.	Nagal
- 8.	Deoband
- 9.	Rampur Maniharan
- 10.	Nanauta
- 11.	Balliakheri

## Història
La regió fou de les primeres a ser ocupades pels aris procedents del Panjab. Les llegendes del Mahabharata se centren a Hastinapur, al veí districte de Meerut.
Fins al segle xiv no hi ha referències històriques certes. La ciutat hauria estat fundada en el regnat de Muhammad Shah II Tughluk (1325-1351) vers el 1340 i derivava el seu nom d'un santó musulmà de nom Shah Haran Chishti, la capella del qual encara és objecte de devoció.
Al final del segle el territori fou exposat a la incursió de Tamerlà que va passar per Saharanpur quan tornava de saquejar Delhi. El 1414 el territori fou concedit pel sultà Sayyid Khidr Khan a Saiyid Salim; i el 1526 Baber va passar per Saharanpur de camí a Panipat. El 1527 es va fundar Gangoh per un musulmà pietós anomenat Abdul Kuddus, que va intentar convertir als rajputs i gujars de la zona; els seus descendents van regir la comarca fins al temps d'Akbar.
Durant l'època imperial fou residència d'estiu favorita de la cort i la noblesa atrets pel clima fresc i les facilitats existents al lloc per caceres i altres activitats. L'emperadriu Nur Mahal, esposa de Jahangir, tenia un palau a Saharanpur que encara existeix, conegut com a Nurnagar; i sota Shah Jahan l'enginyer Ali Mardan Khan (el que va dissenyar el projecte del Canal oriental del Yamuna) va erigir el lloc de cacera reial de Badshah Mahal. El Canal oriental va caure fora d'ús en la decadència mogola.
A la mort d'Aurangzeb la regió va patir, igual que la resta de l'Índia, els atacs de diversos grups i les lluites entre prínceps. Els primers atacants foren a partir del 1709 els sikhs, que van assolar Saharanpur i el Doab durant els 8 anys següents, sent rebutjats una vegada i una altra però retornant sempre i fent matances de musulmans i en menor mesures d'hindús; el 1716 finalment la cort mogola va poder reunir les forces suficients per impedir el seu retorn (fins que el 1738 la invasió de Nadir Shah va permetre als sikhs tornar a la càrrega). Llavors (1716) el Doab Superior va passar als Sayyids de Barha el govern dels quals està connectat principalment amb el districte de Muzaffarnagar. Els Sayyids van caure el 1721 i les seves possessions van passar a diversos favorits en torn, fins que el 1754 l'afganès Ahmad Shah Durrani, en una de les seves invasions, el va donar al cap rohilla Najib Khan, en recompensa pels seus serveis a la batalla de Kotila.
Najib Khan va estendre els seus dominis i abans de la seva mort el 1770 al nord fins a les muntanyes Siwalik i al sud fin a Meerut, però el seu govern fou alterat pels atacs de sikhs i marathes. A Najib el va succeir el seu fill Zabita Khan que inicialment es va revoltar contra la dèbil cort de Delhi però quan fou derrotat pels marathes, no va tardar a aliar-se als seus antics enemics que llavors exercien la supremacia a l'imperi. En la resta de la seva vida Zabita Khan va lluitar contínuament contra els sikhs que no el van perdonar la seva reconciliació amb els marathes i l'imperi. Sota el seu fill Ghulam Kadir (des de 1785), el districte va gaudir de tranquil·litat i els sikhs van ser mantinguts allunyats mentre s'imposava l'autoritat sobre els caps natius.
Ghulam Kadir, el darrer príncep rohilla, va cegar l'emperador el 1788 buscant el tresor mogul (aprofitant l'absència maratha de Delhi). El general maratha Madhav Rao I Scindia (1768-1794) i els seus aliats jats van retornar en auxili del seu sobirà i van capturar a Ghulam Kadir al que van mutilar i matar, i el país de Saharanpur va passar a mans dels Scindia (Sindhia) en les que va restar fins al 1803. El domini maratha mai es va consolidar; es van produir atacs sikhs i fins i en un moment van tenir al seu servei a George Thomas, que després es va erigir un estat propi a Haryana, que els Shindia van liquidar el 1802. Els sikhs van poder recaptar tribut al territori fins al final del domini maratha.
A la caiguda d'Aligarh i la conquesta de Delhi pels britànics (1803), aquestos van enviar una força per sotmetre Saharanpur. Aquí per un temps van lluitar contra marathes d'un costat i sikhs de l'altra; els primers van signar la pau i els segons foren derrotats a la batalla de Charaon (24 de novembre de 1804), però encara van continuar les seves incursions un temps; no obstant l'organització britànica va seguir i progressivament el districte va adquirir una certa tranquil·litat fins a la mort del principal terratinent Ram Dayal Singh el 1813. L'annexió del seu estat immens va donar lloc a la revolta dels gujars que va ser sufocada abans d'agafar importància. Més important fou la revolta de 1824 organitzada per una confederació de caps natius i que va afectar tot el Doab però la impaciència d'alguns rebels va alertar dels seus plans i la revolta fou finalment sufocada en una sagnant batalla que va suposar la derrota definitiva dels insurgents. D'ençà que es va organitzar el 1803 el districte estava format per Saharanpur, Muzaffarnagar i part de Meerut; en la seva forma posterior hi va quedar després de 1826.
Fins al motí de 1857 no es van produir més esdeveniments rellevants. Les notícies de la revolta de Meerut es van saber quasi immediatament el maig del 1857 i els europeus dones i nens foren enviats immediatament a les muntanyes com a precaució, i la ciutat de Saharanpur fou posada en estat de defensa i es va establir una força amb la guarnició i els funcionaris civils europeus fortificats a la casa del govern. El districte aviat va estar en oberta rebel·lió però aquesta estava desorganitzada i els líders natius enfrontats un amb l'altra amb més intensitat que amb els britànics. Els banquers foren robats, el prestadors saquejats, els conflictes entre ciutats van ressorgir, els vells feus van reviure; i d'altra banda els funcionaris locals encara continuaven exercint moltes funcions i sovint podien castigar els culpables d'alguns fets en processos ordinaris. El 2 de juny una part de la infanteria nativa es va amotinar i va matar als seus oficials, però això va tenir poc efecte sobre el terreny, i poc després va arribar un petit destacament de gurkhes i amb el seu ajut es va restablir l'orde. Al desembre tot tornava a funcionar normalment.
Sota domini britànic fou part de les Províncies del Nord-oest i després Províncies Unides d'Agra i Oudh, formant part de la divisió de Meerut. La superfície era de 5.771 km². Tenia al nord les muntanyes Siwalik que el separaven del districte de Dehra Dun; a l'est el Ganges, que el separava del districte de Bijnor; al sud el districte de Muzaffarnagar; i a l'est el riu Jumna que el separava d'Himachal Pradesh (Karnal i Ambala). Saharanpur és la part més al nord del doab al·luvial entre el Ganges i el Jumna.
El 1901 hi havia 18 ciutats i 1.628 pobles. La població era:
- 1872: 884.017
- 1881: 979.544
- 1891: 1.001.280
- 1901: 1.045.230

Administrativament el formaven quatre tehsils: 
- Saharanpur
- Deoband
- Roorkee
- Nakur

Els tehsils estaven subdividits en 15 parganes. Les ciutats principals eren Saharanpur, capital del districte i tehsil, Hardwar i Deoband. Saharanpur, Hardwar Union, Deoband i Roorkee eren municipalitats. Hi havia 14 ciutats administrades segons la llei XX de 1856 entre les quals Gangoh, Manglaur, Rampur, Ambahta, i Nakur excedien els cinc mil habitants. Els hindús eren el 65% de la població i els musulmans el 34%. la llengua comuna era l'hindi occidental (99%). Les castes principals eren els chamars, bramans, rajputs, bànies, jats, malls, saintis, tagues, gujars, kahars, kambohs i banjares; hi havia algunes tribus incloses pels britànics en el grup de criminals: els habures i els sànsies, però eren poc nombrosos.
El tehsil de Saharanpur tenia una superfície de 1.603 km² i estava dividit en quatre parganes: Faizabad, Muzaffarabad, Saharanpur, i Haraura. La població era de 312.498 el 1891 i de 334.681 el 1901. Hi havia 497 pobles i una ciutat, Saharanpur (66.254 habitants el 1901).
El 1901 es va segregar el districte de Muzaffarnagar. Després de la independència el polític Kanshi Ram, fundador del partit dalit (partit dels intocables) Bahujan Samaj Party (BSP)va iniciar la seva carrera al districte i el partit sota un dels seus seguidors, Kumari Mayavati, una dona dalit de Saharanpur, va arribar al govern a l'estat el 3 de juny de 1995 i l'ha exercit quatre vegades (1995. 1997, 2002-2003, 2003) i encara segueix el poder (2010) si bé amb alguns parèntesis entremig (govern presidencial 1995-1997 i 2002, governs del Bharatiya Janata Party de 1997-2002; govern dirigit pel Samajwadi Party o Partit Socialista en coalició amb el BSP, 2002-2003)
El 28 de desembre de 1988 es va segregar el districte d'Haridwar que després (2000) va ser unit a l'estat d'Uttarakhand. Encara que hi ha un corrent que propugna la inclusió del districte a Uttarakhand, la primera ministra Kumari Mayavati s'inclina per la creació de l'Harit Pradesh amb el nord de l'Uttar Pradesh.

## Arqueologia
Durant la construcció del Canal Oriental del Yamuna o Jumna el 1834 es van descobrir les ruïnes d'una antiga ciutat a Behat, a uns 30 km de Saharanpur; hi van aparèixer monedes i altres restes budistes.
les tres ciutats d'Hardwar, Kankhal i Mayapur al Gangesvan ser ciutats sagrades dels hindús algun temps.
La presència musulmana està testimoniada per tombes i mesquites en diversos llocs entre els quals Manglaur, Gangoh i Faizabad. Les capelles de Piran Kaliar (prop de Roorke) i la de Zahir Pir o Guga a Sarsawa, són reverenciades també pels hindús.
Sarsawa is una antiga ciutat amb un fort.